# Ryszard Bosek
Ryszard Bosek (ur. 12 kwietnia 1950 w Kamiennej Górze) – polski siatkarz, manager siatkarski i działacz, mistrz świata z 1974 i mistrz olimpijski z Montrealu 1976.
359-krotny reprezentant Polski (1969–1986). Najlepszy siatkarz w klasyfikacji „PS” (1971). Uznawany w swoim czasie za najlepszego na świecie przyjmującego.

## Życiorys
Urodził się w Kamiennej Górze. Jest synem Anatola i Władysławy z domu Rasińskiej. Był zawodnikiem Błękitnych Wołomin, Mazowsza Zegrze, AZS-AWF Warszawa (1968–1972) i Płomienia Milowice (1973–1980) oraz klubów włoskich z Padwy – Petrarci i Termormeca.
2-krotny mistrz Polski w barwach Płomienia Milowice (1977, 1979), 3-krotny wicemistrz: 1970 (AZS-AWF Warszawa), 1975, 1976 (Płomień Milowice) i 2-krotny brązowy medalista MP: 1972 (AZS-AWF Warszawa) i 1974 (Płomień Milowice). W 1978 roku zdobył z Płomieniem Milowice Puchar Europy Mistrzów Krajowych. W następnym sezonie zajął w tych rozgrywkach III miejsce.
Trzykrotny srebrny medalista ME: w Belgradzie (1975), Helsinkach (1977) i Paryżu (1979).
Uczestnik trzech igrzysk olimpijskich: w Monachium 1972 (9. miejsce), Montrealu 1976 (1. miejsce, złoty medal) i Moskwie 1980 (4. miejsce).
Był członkiem drużyny, która w Meksyku w 1974 zdobyła mistrzostwo świata. Był także finalistą MŚ w latach 1970 (Sofia) – 5 m. i 1978 (Rzym) – 8 m.
Po zakończeniu kariery zawodniczej został trenerem w Padwie, Milowicach, Częstochowie (u boku Stanisława Gościniaka), gdzie z AZS-em zdobył tytuł mistrza Polski (1990), wreszcie został trenerem kadry narodowej mężczyzn (2000–2001). W 2006 i na początku 2007 trenował KS Jastrzębski Węgiel. Obecnie pełni funkcję dyrektora sportowego w AZS-ie Częstochowa.
Odznaczony m.in. trzykrotnie złotym i dwukrotnie srebrnym Medalem za Wybitne Osiągnięcia Sportowe i Złotym Krzyżem Zasługi. W 2008 roku został uznany za Osobowość Roku w Plebiscycie Siatkarskie Plusy.
10 lipca 2021 wicepremier Jarosław Gowin podczas 18. Memoriał Huberta Jerzego Wagnera wręczył kadrowiczom drużyny Huberta Wagnera Medal 100-lecia Odzyskania Niepodległości